# Dependency Constraint Language
Pour les articles homonymes, voir DCL.
En informatique, le Dependency Constraint Language (DCL) est un langage qui permet de localiser dans le code source d'un logiciel des décisions d'implémentation qui représentent des violations à l'architecture décrite au départ.
Il permet de contrôler deux types de violations :
- les divergences (quand une dépendance existante dans le code n'est pas prévue dans l'architecture de départ) ;
- les absences (quand une dépendance existante dans l'architecture de départ n'existe pas dans le code source).

## Utilisation
Le langage DCL spécifie quatre primitives pour définir les contraintes :
- only can (divergence)

```
only Factory can-create Product
```

- can only (divergence)

```
Util can-only-depend $java, Util
```

- cannot (divergence)

```
View cannot-access Model
```

- must (absence)

```
Product must-implement Serializable
```

Il se complète par d’autres primitives pour des besoins spécifiques : access, declare, create, extend, implement, throw, annotate.